# Davao (Fluss)
Der Davao ist ein Fluss auf der südlichen philippinischen Insel Mindanao. 
Das Wassereinzugsgebiet des Davao-Flusses ist das drittgrößte der Insel und er ist der siebtgrößte des Landes.

## Statistische Daten
Die Fläche des Flussgebietes nimmt mehr als 1.700 km² in Anspruch, bei einer Flusslänge von 160 km. Der Davao-Fluss überwindet dabei einen Höhenunterschied von 1.875 m. 
Der Großteil des Gebietes ist Hochland. Die durchschnittlich transportierte Wassermenge beträgt nahe der Mündung 70 – 80 m³ pro Sekunde. Die wichtigste Stadt an seinen Ufern ist Davao City.
In seinem Einzugsgebiet leben mehr als 800.000 Menschen.  

## Geographie
Die Hauptquelle des Davao-Flusses entspringt in der Provinz Bukidnon und fließt südwärts durch Davao del Norte und Davao del Sur, ehe er bei Davao City in den Golf von Davao mündet.
Seine Breite variiert am Unterlauf zwischen 60 und 80 m. Der Suawan-Fluss und der Tamugan-Fluss sind die Hauptzuflüsse in seinem Lauf durch die Ebenen von Davao del Norte und Davao del Sur. 

## Bedeutung und Nutzung
Der Fluss ist eine wichtige Quelle für die täglichen Bedürfnisse der Anwohner. Er dient sowohl zum Waschen wie auch zum Baden und als Nahrungsquelle. 
Des Weiteren wird der Fluss als Transportweg, zur Versorgung von Industrie und der Hauswirtschaft, für die Landwirtschaft, die Viehzucht und den Tourismus genutzt. 
Zu den verschiedenen Tierarten, die in dem Fluss beheimatet sind, zählen unter anderem Krokodile.
Für Davao City dient er nicht zuletzt als ein natürlicher Ablaufkanal für das Regen- und Abwasser der Millionenstadt.

## Referenzen
- D Hearne, crs, proposal to HELP UNESCO, 2004